# Sindrome di Cushing equina
La sindrome di Cushing degli equini (ECS: Equine Cushing's Syndrome, nota anche come PPID, Pituitary Pars Intermedia Dysfunction) è la più comune patologia endocrina dei cavalli.

## Epidemiologia
La condizione colpisce il 10% degli equini di oltre 15 anni, con una prevalenza dei ponies, tuttavia l'età media in cui viene diagnosticata è di 19 anni.

## Eziopatogenesi
Si tratta di una condizione cronica progressiva dei cavalli maturi e anziani dovuta ad una disfunzione della parte intermedia dell'ipofisi che provoca una iperstimolazione della parte corticale delle ghiandole surrenali (iperadrenocorticismo o ipercorticosurrenalismo).

## Clinica
I cavalli e i ponies colpiti possono presentare una pluralità ed una varietà di sintomi, espressioni del coinvolgimento di apparati ed organi diversi.